# عشق بزرگ کوچک
عشقِ بزرگِ کوچک (لهستانی: Mała wielka miłość) یک فیلم مستقل به کارگردانی اوکاش کارووفسکی است که در سال ۲۰۰۸ منتشر شد.

## گزیدهٔ بازیگران
- جاشوآ لنرد
- آگنیشکا گروخوفسکا
- میکووای گرابوفسکی
- ماریوش زانیفسکی
- آگنیشکا پیلاشفسکا
- رابرت فورستر
- مارچین پرخوچ
- مایکل دان
- لیز تورس
- استانیسواف برودنی
- مارچین بوساک
- آنا کوژیک
- ووکاش سیملات
- آگنیشگا ویلگوش
- میخاو ژورافسکی
- کاتاژینا گنیفکوفسکا
- دومینیکا خوروشینسکا
- پیوتر ماخالیتسا
- آندژی بلومنفلد
- الژبیتا یاروشیک
- آگاتا کولشا
- توماش کارولاک
- کشیشتف استلماژیک
- ناتالیا ریبیتسکا
- آنا بوروویتس
- ویولتا آرلاک
- ماچئی کوالفسکی
- ماچئی ویژبیتسکی
- آرتور یانوشاک
- آرکادیوش یانیچک
- ماگدالنا کاتسپشاک
- پیوتر نواک